# Brent Celek
Brent Steven Celek (ur. 25 stycznia 1985 roku w Cincinnati w stanie Ohio) – amerykański zawodnik futbolu amerykańskiego, grający na pozycji tight enda. W rozgrywkach akademickich NCAA występował w drużynie University of Cincinnati.
W roku 2007 przystąpił do draftu NFL. Został wybrany w piątej rundzie (162. wybór) przez zespół Philadelphia Eagles. W drużynie z Pensylwanii występuje do tej pory.